# Loix
Loix là một xã trong tỉnh Charente-Maritime trong vùng Nouvelle-Aquitaine tây nam nước Pháp. Xã này nằm ở khu vực có độ cao từ 0-10 mét trên mực nước biển. ILoix nằm trên Île de Ré.
- Communes of the Charente-Maritime department